# 112
El 112 (CXII) fou un any de traspàs començat en dijous del calendari julià. En aquell temps, era conegut com a any del consolat de Trajà i Corneli (o, més rarament, any 865 ab urbe condita). L'ús del nom «112» per referir-se a aquest any es remunta a l'alta edat mitjana, quan el sistema Anno Domini esdevingué el mètode de numeració dels anys més comú a Europa.

## Esdeveniments
- Hadrià és nomenat arcont d'Atenes.[1]
- Tàcit esdevé procònsol d'Àsia.[2]